# 諾伍德考特 (密蘇里州)
諾伍德考特（英語：Norwood Court）是位於美國密蘇里州聖路易斯縣的村。

## 人口
根據2020年美國人口普查的數據，諾伍德考特的面積為0.32平方千米，皆為陸地。當地共有人口890人，而人口密度為每平方千米2,781人。